# Falko Zandstra
Falko Zandstra (* 27. Dezember 1971 in Heerenveen) ist ein ehemaliger niederländischer Eisschnellläufer.
Zandstra wurde 1993 in Hamar Weltmeister im Mehrkampf. Im Jahr zuvor hatte er bereits die Silbermedaille bei den Weltmeisterschaften errungen. In den Jahren 1992 und 1993 gewann der Niederländer bei den Mehrkampfeuropameisterschaften.
Bei den Olympischen Spielen gewann Zandstra 1992 in Albertville Silber über 5000 Meter und 1994 in Lillehammer Bronze über 1500 Meter.
Zandstra führte den Adelskalender im Jahr 1993 für 49 Tage an.
Für seine herausragenden Leistungen im Jahr 1993 erhielt Zandstra die Oscar Mathisen Memorial Trophy und wurde außerdem zum Sportler des Jahres der Niederlande gewählt.